# 골든 슬럼버 (2018년 영화)
"골든 슬럼버"는 2018년에 개봉한 대한민국의 스릴러 영화이다. 일본 작가 이사카 코타로의 동명 소설을 원작으로 한 영화이며, 한국 영화 최초로 광화문에서 자동차 폭발씬이 촬영되었다.

## 줄거리
성실하고 착한 택배기사 건우는 인기 여자 연예인(김유정)을 지하주차장에서 납치범에게서 구해내어 모범시민으로 선정되어 유명세를 탄다. 건우(강동원)에게 고등학교 시절의 친구 무열(윤계상)이 만나자며 접근한다. 그들이 만나기로 한 장소에서 유력 대선후보가 탄 차가 폭발하고, 무열은 이 모든 게 너를 범인으로 몰기 위한 계획이었다는 말을 건우에게 남긴다. 살기 위해 필사적으로 도망치던 건우는 무열이 남긴 명함 속 인물, 민씨(김의성)와 학창 시절 친구 동규(김대명)와 금철(김성균), 선영(한효주)의 도움을 받는다.

## 캐스팅
- 강동원 : 김건우 역
- 김의성 : 민진욱 역
- 한효주 : 전선영 역
- 김성균 : 최금철 역
- 김대명 : 장동규 역
- 유재명 : 황진호 국장 역
- 이항나 : 도 팀장 역
- 박훈 : 선 팀장 역
- 김재영 : 박군 역
- 조영진 : 유영국 역
- 정재성 : 조세현 역
- 정형석 : 차 형사 역
- 정인겸 : 백발 역
- 안세호 : 형사 1 역
- 이학주 : 형사 2 역
- 황재열 : 형사 3 역
- 박건아 : 형사 4 역
- 오재영 : 고등학생 김건우 역
- 박시은 : 고등학생 전선영 역
- 임바하 : 고등학생 최금철 역
- 우민규 : 고등학생 장동규 역
- 곽희주 : 고등학생 신무열 역
- 이상희 : 금철 처 역
- 공상아 : 교통정보센터 선배리포터 역
- 고인범 : 건우 부 역
- 장용복 : 건우 부 역
- 오륭 : 자하문요원 1 역
- 원현준 : 자하문요원 2 역
- 윤기창 : 자하문요원 3 역
- 안성민 : 자하문요원 4 역
- 이상원 : 자하문요원 5 역
- 조단 : 자하문요원 6 역
- 강동균 : 자하문요원 7 역
- 서영재 : 자하문요원 8 역
- 김미경 : 슈퍼주인 역
- 소희정 : 싸인주부 역
- 김건 : 싸인꼬마 역
- 류혜린 : 생굴녀 역
- 백봉기 : 경쟁택배남 역
- 윤부진 : 미용실아줌마 역
- 염혜란 : 가게아줌마 역
- 서광재 : 동네취객 1 역
- 이동용 : 동네취객 2 역
- 차순배 : 합수부장 역
- 신우철 : 조세현보좌관 역
- 강지훈 : 상황실요원 1 역
- 한동원 : 상황실요원 2 역
- 유재훈 : 상황실요원 3 역
- 전한나 : 상황실요원 4 역
- 황준혁 : 브리핑룸 기자 1 역
- 박성희 : 브리핑룸 기자 2 역
- 이승준 : 브리핑룸 기자 3 역
- 임평순 : 브리핑룸 기자 4 역
- 곽자형 시위진압경감 역
- 김재건 : 백발 원로 1 역
- 이승옥 : 백발 원로 2 역
- 한기중 : 야당후보 역
- 김승훈 : 야당보좌관 역
- 최효상 : 제보자 역
- 김태금 : 교통정보센터 후배리포터 역
- 박은영 : 유미집 2층 아주머니 역
- 한경석 : 파칭코 DJ 역
- 김지희 : 엔딩 시상식기자 1 역
- 정영도 : 엔딩 시상식기자 2 역
- 마민희 : 화장품호객녀 역
- 백혜경 : 화장품점원 1 역
- 정미형 : 화장품점원 2 역
- 박형범 : 교통정보센터 경위 역
- 김곽형희 : 청소아주머니 역
- 김서원 : 급정거 택시기사 역
- 노수산나 : 무열 처 역
- 김준 : 무열아들 역
- 홍성덕 : 선장 역
- 김시은 : 주호 처 역
- 정연주 : 장변여직원 역
- 조승구 : 멸치 역
- 김진성 : 장변친구 역
- 박건락 : 이혼남 역
- 이선희 : 이혼녀 역
- 이강희 : 쌍둥이 1 역
- 이건희 : 쌍둥이 2 역
- 김동현 : 점퍼남 / 건우 스탠드인 역
- 최석이 : 일식요리사 역
- 박대원 : 택배동료 역
- 김주경 : 수아매니져 역
- 김남훈 : 주차 아저씨 역
- 오점곤 : YTN 아나운서 1 역
- 이세나 : YTN 아나운서 2 역
- 박석원 : YTN 아나운서 3 역
- 안보라 : YTN 아나운서 4 역
- 양일혁 : YTN 기자 1 역
- 신윤정 : YTN 기자 2 역
- 김우진 : TV 뉴스 아나운서 1 역
- 권나은 : TV 뉴스 아나운서 2 역
- 나영선 : TV 뉴스 아나운서 3 역
- 권혜정 : TV 뉴스 아나운서 4 역
- 윤재인 : 건우부 기자 1 역
- 정우영 : 건우부 기자 2 역
- 김지희 : 금철 경찰서기자 1 역
- 홍상용 : 금철 경찰서기자 2 역
- 오기환 : 금철 경찰서기자 3 역
- 박혜영 : 야외무대기자 1 역
- 박지선 : 야외무대기자 2 역
- 이상우 : 야외무대기자 3 역
- 최재호 : 시사프로패널 1 역
- 한상균 : 시사프로패널 2 역
- 정만홍 : 시사프로패널 3 역
- 서임철 : 백발원로 3 역
- 김나무 : 백발원로 4 역
- 신경철 : 민씨정보원 역
- 문도선 : RC카매장 직원 역
- 김산성 : 사설도박장 가드 역
- 민효경 : 민씨 처 역
- 김수영 : 민씨 딸 역
- 김종호 : 주호친구 1 역
- 백진환 : 주호친구 2 역
- 최진호 : 주호친구 3 역
- 신동주 : 주호친구 4 역
- 남승연 : 야외무대 고등학생들 역
- 이승민 : 야외무대 고등학생들 역
- 배유빈 : 야외무대 고등학생들 역
- 박지현 : 야외무대 고등학생들 역
- 김나영 : 야외무대 고등학생들 역
- 최혜영 : 야외무대 고등학생들 역
- 김소정 : 야외무대 고등학생들 역
- 정신영 : 야외무대 고등학생들 역
- 이하늘 : 야외무대 고등학생들 역
- 손영진 : 여당 경선 후보 1 역
- 김호연 : 여당 경선 후보 2 역
- 박서연 : 여당 경선 후보 3 역
- 정희정 : 광화문 행인들 역
- 이예림 : 광화문 행인들 역
- 강신하 : 광화문 행인들 역
- 강태식 : 광화문 행인들 역
- 김두은 : 광화문 행인들 역
- 김영선 : 광화문 행인들 역
- 박정민 : 광화문 행인들 역
- 오민정 : 광화문 행인들 역
- 이태겸 : 광화문 행인들 역
- 조우혁 : 광화문 행인들 역
- 최원정 : 광화문 행인들 역
- 장우연 : 광화문 행인들 역
- 김세정 : 광화문 행인들 역
- 이대관 : 동네 아이들 1 역
- 황선영 : 동네 아이들 2 역
- 채민석 : 동네 아이들 3 역
- 김승호 : 동네 아이들 4 역
- 곽자연 : TBS 아나운서 (목소리) 역
- 이준혁 : 성형의 역 (우정출연)
- 정소민 : 유미 역 (우정출연)
- 최우식 : 주호 역 (우정출연)
- 윤계상 : 신무열 역 (특별출연)
- 김유정 : 수아 역 (특별출연)
- 남궁연 : 라디오DJ (목소리) 역 (특별출연)

## 같이 보기
- 2018년 대한민국의 영화 목록